# Álex Gárgolas
Rafael Alexis Quiles Hernández (Puerto Rico, 13 de agosto de 1971), más conocido como Álex Gárgolas, es un rapero y productor musical puertorriqueño pionero del hip hop en Puerto Rico y posteriormente del reguetón activo en su carrera desde 1988 como rapero y desde 1995 como productor, continuando en la década de los 2020 con la producción de música de artistas emergentes y de países de América Latina.

## Inicios como rapero (1988-1994)
Álex Gárgolas comenzó su carrera musical en 1988 como rapero bajo los seudónimos Alex Jezzy Ralph y Alex Quiles, convirtiéndose en uno de los pioneros del hip hop en Puerto Rico. Su primer trabajo discográfico data de 1989, cuando lanzó varios sencillos que marcaron los inicios del rap puertorriqueño.

### Discografía como rapero
En 1989, Quiles lanzó tres producciones significativas que documentan sus inicios en el hip hop:
- Loco, Loco, Loco / Por No Tener Trabajo (1989) - Lanzado por BM Records como vinilo de 12" a 33⅓ RPM (BM-0100), este fue uno de sus primeros trabajos como Alex Jezzy Ralph. El disco incluía versiones vocales, instrumentales y a capela de ambas canciones, con una duración que oscilaba entre 3:49 y 5:36 minutos. La producción estuvo a cargo de Luis Malave como Production Manager, mientras que las composiciones fueron escritas por Alex Quiles, Baron Lopez y Eric D.J.[4]

- Batman Rap (1989) - Publicado por el sello Small Details (4001) como vinilo de 12" a 45 RPM, este sencillo mostró la versatilidad artística de Quiles. La producción incluyó un Extended Remix de 6:13 minutos, una versión estándar de 4:08 minutos, una versión instrumental y un Drum Acapella. Las letras fueron escritas por Alex Quiles, con música de Roberto Carreras y mezcla de Carlos Colon.[5]

- Por No Tener Trabajo (1989) - También lanzado en formato de casete sencillo por BM Records (BM 0100), este trabajo incluyó versiones vocales, instrumentales y a capela de la canción, con Alex Quiles, Baron Lopez y Eric D.J. como autores y Luis Malave en la gestión.[6]

Estas producciones representan un documento histórico del desarrollo del hip hop en Puerto Rico y establecieron las bases para la posterior transición de Gárgolas hacia la producción musical. Su trabajo como rapero se caracterizó por abordar temáticas sociales, como se evidencia en canciones como "Por No Tener Trabajo", que reflejaba las realidades socioeconómicas de la época.

## Transición a la producción musical
Después de su período como rapero, Gárgolas utilizó su experiencia artística y conocimiento del panorama urbano puertorriqueño para evolucionar hacia la producción musical, estableciendo las bases para lo que posteriormente se convertiría en el movimiento del reguetón.

## Producción de reguetón
En 1995, usando sus ahorros de $300 y la experiencia adquirida durante su carrera como rapero, Gárgolas produjo música de algunos artistas emergentes, dos de los cuales se convirtieron en los artistas de reguetón conocidos como Wisin & Yandel, Daddy Yankee y Don Omar. Su experiencia previa como intérprete le permitió comprender mejor las necesidades artísticas y las dinámicas del estudio de grabación.
En 2019, le interesó producir Mi Llamada, una colaboración de artistas emergentes de Argentina y Puerto Rico.
Para 2020, Gárgolas inició la producción de Del barrio a la Ciudad, una canción que fusiona la música tradicional mexicana, específicamente corridos, con el sonido urbano de Farruko.

## Controversia
Luego de que durante varias semanas promocionara lo que sería el disco Reguetón Chileno Vol. 1, que contaría con la participación de exponentes del reguetón chileno como Paloma Mami, Cris MJ, Standly, el Jordan 23, Dre Fary y Marcianeke, entre otros, y con colaboraciones de artistas puertorriqueños como Jory Boy, el jueves 4 de agosto de 2022 Gárgolas subió a su historia de Instagram la siguiente declaración:

"ahora viene la prueba de fuego para los chilenos. Cuántos se van a quedar sonando en regiones de Chile y los que van a trascender al mundo (...) Cuántos van a tener sus jets privados y sus Rolls Royce"

Sus comentarios se viralizaron, generando reprobación por parte del público chileno, quienes expresaron su descontento en las redes sociales. La situación escaló cuando el rapero chileno Pablo Chill-E respondió públicamente a través de Instagram:

"Los artistas urbanos chilenos nunca hemos necesitado la ayuda de nadie pa' sonar pa' afuera (porque nadie quería ayudarnos tampoco). Y ahora que está toda la vuelta armada, menos!!! Cabros kls que los de afuera no se adueñen de nuestro género ni los hagan creer que nosotros no podemos hacerlo por nuestra cuenta!!"

Como consecuencia de estas declaraciones, varios artistas chilenos se retiraron del proyecto discográfico. La controversia provocó respuestas de apoyo hacia los artistas chilenos por parte de figuras prominentes del reguetón como Don Omar, Mora y Arcángel, entre otros.
Finalmente, Gárgolas anunció la cancelación definitiva del disco.

## Discografía

### Como rapero
Sencillos
- 1989: Loco, Loco, Loco / Por No Tener Trabajo (como Alex Jezzy Ralph)
- 1989: Batman Rap (como Alex Quiles)
- 1989: Por No Tener Trabajo (casete sencillo, como Alex Jezzy Ralph)

### Como productor
Álbumes de estudio
- 1998: Gárgolas 1: El comando ataca
- 1999: Gárgolas 2: El nuevo comando
- 2001: Gárgolas 3
- 2003: Gárgolas 4: The Best Reggaeton
- 2006: Gárgolas 5: The Next Generation
- 2021: Gárgolas Forever

## Créditos de producción
- 1998. Gárgolas 1: El comando ataca
- 1999. Gárgolas Vol. 2 El nuevo comando
- 2000. Las 9 Plagas
- 2001. Gárgolas Vol. 3
- 2001. 9 Plagas 2: ¨La Epidemia¨
- 2003. Gárgolas Vol. 4: The Return - The Best Reggaeton
- 2005. Glou/Glory (Glory)
- 2006. Gárgolas: 10 Anniversary Collection
- 2006. Gárgolas Vol. 5: The Next Generation
- 2007. Gárgolas: Reborn
- 2008. Alex Gárgolas Presenta: Los Brothers
- 2010. Gárgolas, Vol. 6: The Last Chapter
- 2013. Alex Gárgolas: The Greatest Hits
- 2015. Alex Gárgolas: The Greatest Hits Vol. 2

## Legado e influencia
La carrera de Álex Gárgolas representa una evolución completa dentro de la música urbana puertorriqueña, desde sus inicios como pionero del hip hop en la isla hasta convertirse en uno de los productores más influyentes del reguetón. Su experiencia como intérprete durante finales de los años 80 y principios de los 90 le proporcionó una perspectiva única que posteriormente aplicó en su trabajo como productor, contribuyendo significativamente al desarrollo y expansión internacional del género del reguetón.